# Lopašov
Lopašov este o comună slovacă, aflată în districtul Skalica din regiunea Trnava. Localitatea se află la altitudinea de 265 m deasupra n.m., se întinde pe o suprafață de 5,21 km2 și în 2017 număra 326 de locuitori.

## Istoric
Localitatea Lopašov este atestată documentar din 1392.

## Demografie
| An:                | 1994 | 2004   | 2014    | 2024   |
| ------------------ | ---- | ------ | ------- | ------ |
| Număr de persoane: | 275  | 287    | 334     | 339    |
| Diferență:         |      | +4,36% | +16,37% | +1,49% |

| An:                | 2023 | 2024   |
| ------------------ | ---- | ------ |
| Număr de persoane: | 338  | 339    |
| Diferență:         |      | +0,29% |